# اللاسلطوية في جنوب إفريقيا

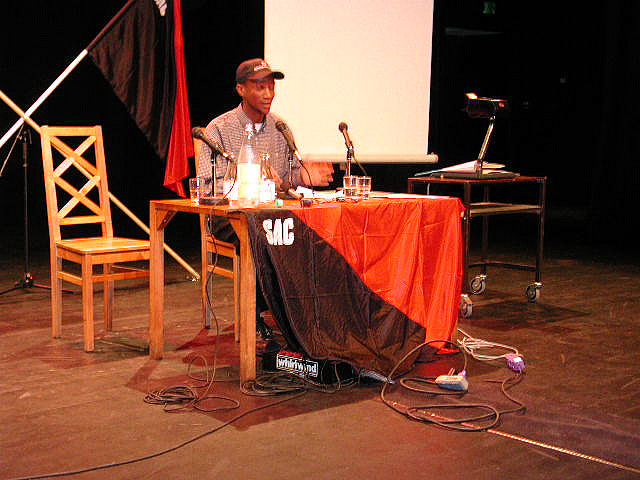
الدلالة في الشكل العام لها و يفوح منها عبق الثورة والمناهضة للإستعمار السلطوي

يعود تاريخ اللاسلطوية في جنوب أفريقيا إلى ثمانينيات القرن التاسع عشر، وقد لعبت دورًا رئيسيًا في الحركات العمالية والاشتراكية من مطلع القرن العشرين وحتى عشرينيات القرن الماضي. كانت الحركة اللاسلطوية في جنوب أفريقيا في بداياتها نقابية بقوة. أدى صعود الماركسية اللينينية في أعقاب الثورة الروسية، إلى جانب القمع المُمارس من قبل الدولة، إلى انتقال الحركة بمعظمها إلى خط الشيوعية الدولية، وفقد الباقي أهميته. كان هناك آثار طفيفة للتأثير اللاسلطوي أو النقابي الثوري في بعض الجماعات اليسارية المستقلة التي قاومت حكومة الفصل العنصري منذ السبعينيات وما بعدها، لكن عاودت اللاسلطوية والنقابية الثورية الظهور كحركة مستقلة في جنوب أفريقيا في أوائل التسعينيات. لا تزال اللاسلطوية تُعتبر واحدة من التيارات الأقلية في السياسة جنوب أفريقيا.

## تاريخيًا

### البدايات والانهيار 1880-1920
كان هنري جلاس أول لاسلطوي جدير بالذكر في جنوب أفريقيا، وهو مهاجر إنجليزي استقر في بورت إليزابيث في ثمانينيات القرن التاسع عشر. بقي جلاس على اتصال مستمر مع الدوائر الأناركية التي تتخذ من لندن مقرًا لها والمرتبطة بصحيفة فريدوم لبيوتر كروبوتكين. استنادًا إلى محاضرة ألقاها في معهد الميكانيك في بورت إليزابيث، نشر جلاس سوشالزم ذا ريمدي عن طريق دار نشر الصحافة الحرة عام 1901. وقد ألف أيضًا كتاب خرافات الحكومة الذي نُشر بالاشتراك مع كروبوتكين في عام 1902.
كان للاتحاد الاشتراكي الديمقراطي (إس دي إف)، الذي تأسس في كيب تاون عام 1904 وكان مفتوحًا أمام الاشتراكيين من مختلف التوجهات، جناح أناركي نشط. كان التشكيل النقابي الثوري الجدير بالذكر هو الرابطة الاشتراكية الدولية (آي إس إل)، التي تأسست في جوهانسبرج في سبتمبر 1915، وأنشأت فروعًا في معظم أنحاء جنوب أفريقيا (باستثناء كيب الغربية) ونظمت أول اتحاد تجاري أفريقي أسود في البلاد، العمال الصناعيين في أفريقيا (آي دبليو إيه) - متأثرًا بالعمال الصناعيين في العالم (آي دبليو دبليو) - في سبتمبر 1917. في عام 1918، ترك اللاسلطويون والنقابيون في كيب تاون الاتحاد الاشتراكي الديمقراطي لتشكيل الرابطة الاشتراكية الصناعية النقابية الثورية، والتي دعمت العمال الصناعيين في أفريقيا في كيب الغربية وشكلت أيضًا اتحادًا نقابيًا خاصًا بها في مصانع الأغذية.
شكلت الرابطة الاشتراكية الدولية والرابطة الاشتراكية الصناعية، اللتان طورتا تحالفًا، عددًا من النقابات الأخرى بين الأشخاص الملونين أيضًا. وفي حين أن مؤسسيها كانوا بشكل أساسي من التيار الراديكالي للطبقة العاملة من ذوي البشرة البيضاء، لكن تطور فيها لاحقًا عضوية للأفارقة ذوي البشرة السوداء والملونين والهنود.
اندمجت الرابطة الاشتراكية الدولية، الرابطة الاشتراكية الصناعية (سميت لفترة قصيرة بالحزب الشيوعي) والاتحاد الاشتراكي الديمقراطي وغيرها من التشكيلات، في الحزب الشيوعي الرسمي في جنوب أفريقيا (سي بّي إس إيه) في يونيو/ يوليو 1921، مساهمةً في تعاون العديد من الشخصيات البارزة وذلك إلى أن أمرت الشيوعية الدولية بطرد العديد من التشكيلات غير البلشفية في أواخر عشرينيات القرن الماضي. كان النقابيون غير المنحازين مثل بيرسي فيشر نشطين في تمرد راند لعام 1922، وهو إضراب عام تحول إلى تمرد، وعارض بشدة عنصرية قطاع كبير من المضربين البيض.
في خضم ذلك، اندمج اتحاد العمال الصناعيين في أفريقيا مع اتحاد العمال الصناعيين والتجاريين (آي سي يو) عام 1920 وهو أحد أسباب تأثر هذا الاتحاد بالنقابية. لعب اتحاد العمال الصناعيين والتجاريين دورًا رئيسيًا في المناطق الريفية بجنوب أفريقيا، وانتشرت في العديد من البلدان المجاورة فيما بعد. بدأ اتحاد العمال الصناعيين والتجاريين بالانحدار في أواخر عشرينيات القرن الماضي، وانتهى بشكل كامل في ثلاثينيات القرن العشرين في جنوب أفريقيا (على الرغم من أن اتحاد العمال الصناعيين والتجاريين في روديسيا الجنوبية - الاتحاد التجاري الصناعي المُصلح (آر آي سي يو) - قد استمر حتى الخمسينيات).